# Nazlat as-Sarw
Nazlat as-Sarw – miejscowość w Egipcie, w muhafazie Al-Minja. W 2006 roku liczyła 5365 mieszkańców.